# ولیکی کویتنیچ
ولیکی کویتنیچ (بوسنیایی: Veliki Cvjetnić) یک زیستگاه انسانی در بوسنی و هرزگوین است که در Drvar واقع شده‌است.